# Aleksandr Tarasov
Aleksandr Alekseevič Tarasov (in russo Александр Алексеевич Тарасов?; Sekirkino, 12 marzo 1927 – 16 giugno 1984) è stato un pentatleta sovietico.

## Palmarès
In carriera ha conseguito i seguenti risultati:
- Giochi olimpici:

Melbourne 1956: oro nel pentathlon moderno a squadre.
- Mondiali:

Stoccolma 1957: oro nel pentathlon moderno a squadre ed argento individuale.
Aldershot 1958: oro nel pentathlon moderno a squadre e bronzo individuale.
Hershey 1959: oro nel pentathlon moderno a squadre e bronzo individuale.